# اوبیر
اوبیر (به فرانسوی: Aubière) یک کمون در فرانسه است که در اوورنی-رون-آلپ واقع شده‌است. اوبیر ۷٫۶۵ کیلومتر مربع مساحت و ۹٬۵۳۶ نفر جمعیت دارد.

## خواهرخوانده
شهر گنتسانو دی روما خواهرخواندهٔ اوبیر هست.